# Hotel Negresco
L'Hotel Negresco és un hotel famós al Passeig dels anglesos a la Baie des Anges de Niça, França. Es diu així en honor d'Henri Negresco (en romanès, Henri Negrescu) (1868–1920) que va construir l'hotel el 1912. Per mantenir les convencions de l'època, quan es va obrir el Negresco l'any 1913, la porta principal estava al costat oposat al Mediterrani.

## Història
Henri Negresco (en romanès, Henri Negrescu), fill d'un hostaler de Bucarest, va deixar la seva casa amb quinze anys i va anar primer a París i després a la riviera francesa, on va tenir molt d'èxit. Quan era director del Casino Municipal de Niça, va tenir la idea de construir un luxós hotel de qualitat que atragués els clients més rics. Després d'obtenir el finançament, va contractar el gran arquitecte de la cafè society, Édouard-Jean Niermans perquè dissenyés l'hotel i la seva famosa cúpula rosa. L'espectacular llum d'aranya de 16 309 cristalls de Baccarat situada al Royal Lounge del Negresco va ser encarregada per al Tsar Nicolás II.
Al contrari del que afirma la creença popular, la gran finestra del Royal Lounge (catalogada com monument historique) no és obra de Gustave Eiffel, sinó de Edouard-Jean Niermans; Eiffel no va treballar al Negresco.
Quan va esclatar la Primera Guerra Mundial, Henri Negresco es va enfrontar a un declivi dels negocis, just dos anys després d'obrir l'hotel, que es va transformar en hospital durant el conflicte. Al final de la guerra, el nombre de visitants rics de la Riviera havia disminuït fins al punt que l'hotel estava en severes dificultats financeres. Confiscat pels creditors, el Negresco es va vendre a una empresa belga. Henri Negresco va morir uns anys després a París, a l'edat de 52 anys.
Amb el passar dels anys, l'hotel va tenir els seus alts i baixos, i el 1957 va ser venut a la família Augier. Jeanne Augier va renovar l'hotel amb luxoses decoracions i mobles, incloent una excepcional col·lecció d'art i habitacions amb cobrellits de visó. Conegut pels seus porters vestits amb les robes dels empleats de les cases burgeses elitistes del segle xviii, amb barrets amb ploma vermella, l'hotel també ofereix sopars de gourmet al restaurant Le Chantecler, d'estil Regence.
Le Chantecler té una estrella a la Guia Michelin, i està dirigit per Virginie Basselot des de 2018. Ha estat sota la direcció de xefs famosos com Bruno Turbot i Alain Llorca, qui el va deixar per fer-se càrrec de l'igualment llegendari Moulin de Mougins. El restaurant té un fabulós interior amb gobelins i mobiliari rococó en colors no tradicionals com els colors rosa, llima, llimona...
El 2003, l'Hotel Negresco va ser catalogat pel Govern Francès com monument historique. És membre del consorci The Leading Hotels of the World. El Negresco té un total de 119 habitacions més 22 suites.

## En l'actualitat
La cinquena planta de l'hotel és per a hostes VIP. El personal de l'hotel porta vestits basats en els del segle xviii. L'hotel té una platja privada, situada a l'altre costat del carrer, on també hi ha el gimnàs.

## Galeria d'imatges

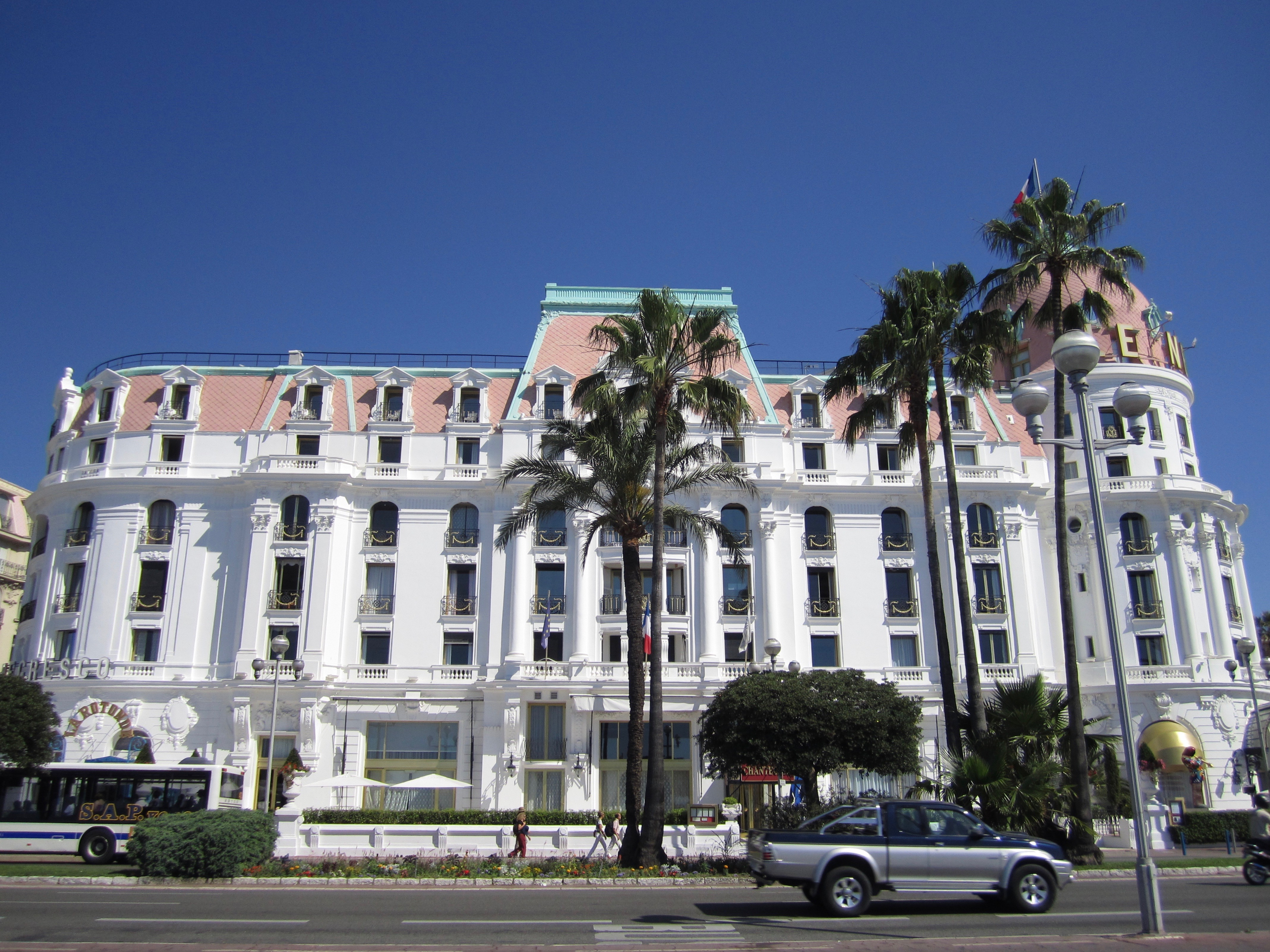
L'hotel vist des de la Promenade des Anglais
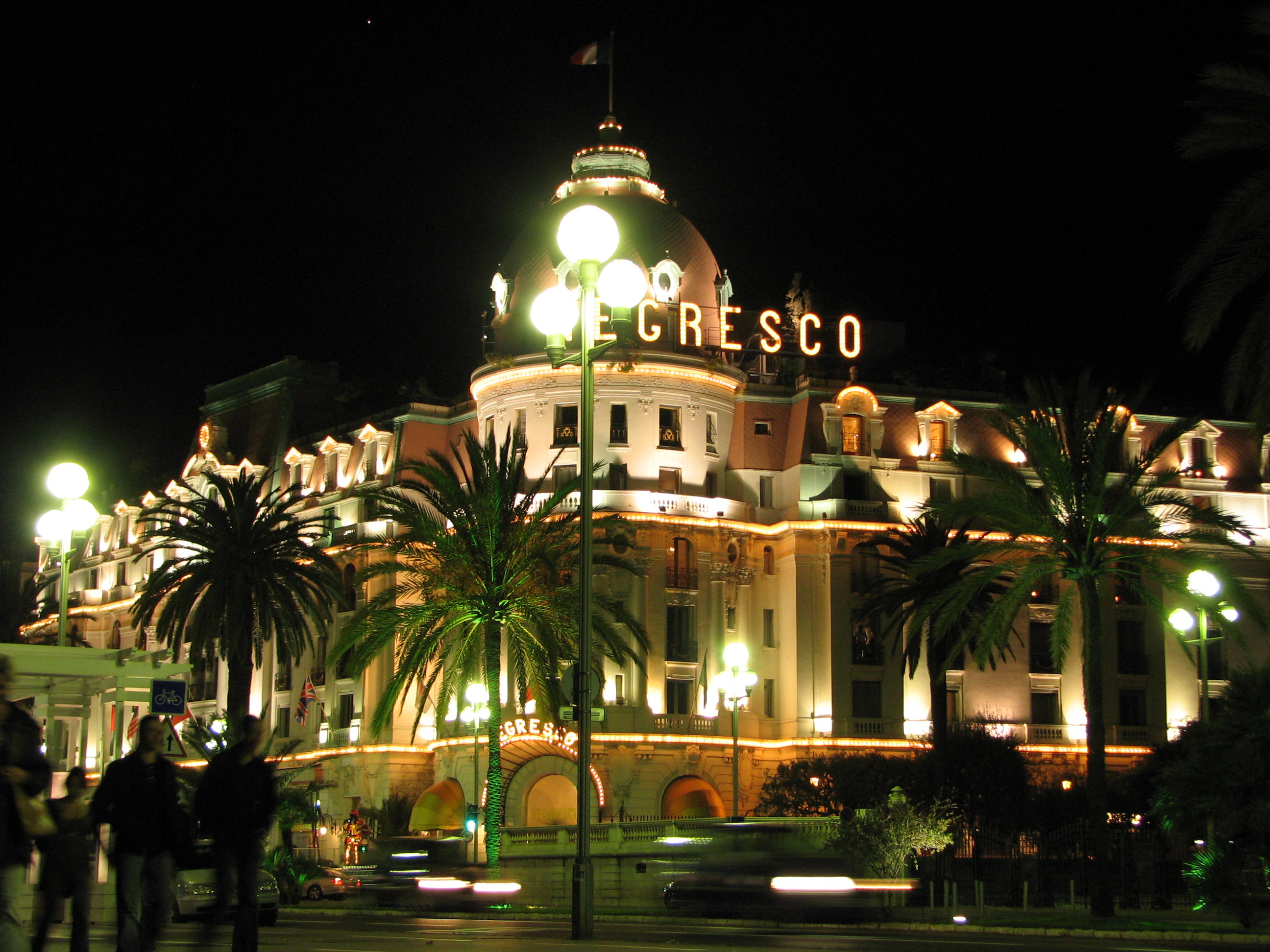
L'hotel de nit
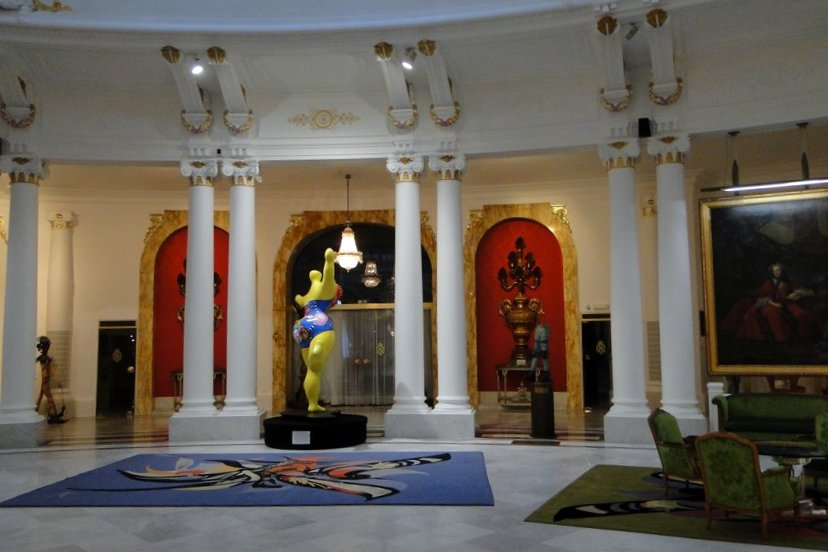
El saló municipal